# Patxi Usobiaga
Patxi Usobiaga Lakuntza (ur. 7 września 1980 w Éibar) – były hiszpański wspinacz sportowy narodowości baskijskiej, specjalizujący się w prowadzeniu. 
Mistrz świata w prowadzeniu z Xining z 2009 roku. Mistrz Europy w prowadzeniu z 2008 roku.

## Kariera sportowa
W 2008 w Paryżu na mistrzostwach Europy wywalczył złoty medal w konkurencji prowadzenia. Mistrz świata w prowadzeniu z 2009 roku, vice mistrz z 2003, 2005 oraz z 2007 roku.
Uczestnik World Games we Duisburgu, gdzie zdobył złoty medal w prowadzeniu. Wielokrotny uczestnik, medalista prestiżowych, elitarnych zawodów wspinaczkowych Rock Master we włoskim Arco, które wygrał w 2008 roku.

## Osiągnięcia

### Mistrzostwa świata
| Konkurencje | 1999  | 2001  | 2003 | 2005 | 2007 | 2009 |
| prowadzenie | 61-63 | 49-50 | 2    | 2    | 2    | 1    |

### World Games
| Konkurencje | 2005 |
| Prowadzenie | 1    |

### Mistrzostwa Europy
| Konkurencje | 2004 | 2006  | 2008 | 2010 |
| Prowadzenie | 9-11 | 38-42 | 1    | 6    |

### Rock Master
| Konkurencje | 2003 | 2004 | 2005 | 2006 | 2007 | 2008 | 2009 | 2010 |
| prowadzenie | 4    | 8    | 8    | 11   | 5    | 1    | 7    | 7    |